# Gāv Bandī
Gāv Bandī (persiska: گاو بندی) är en ort i Iran.   Den ligger i provinsen Hormozgan, i den sydöstra delen av landet, 1 200 km sydost om huvudstaden Teheran. Gāv Bandī ligger 8 meter över havet och antalet invånare är 256.
Terrängen runt Gāv Bandī är platt.  Närmaste större samhälle är Bahmadī, 16,1 km öster om Gāv Bandī. Trakten runt Gāv Bandī är ofruktbar med lite eller ingen växtlighet.